# 中共中央中原局
中共中央中原局是负责中央地区的党的领导机构。 

## 抗战初期设立的中原局
1938年11月6日，中共中央六届六中全会针对华中地区党的工作和根据地建设受王明右倾错误思想的影响，对党领导的游击战争作用认识不足，敌后根据地建设薄弱等问题，决定撤销长江局，成立中原局和南方局，任命刘少奇为中原局书记，领导长江以北河南、湖北、安徽、江苏地区党的工作，担负“发展华中”的重任。
1938年11月下旬，朱理治、李先念从延安出发，1938年12月24日在竹沟召开的河南省委扩大会议上传达了中原局的决定。1938年11月23日，刘少奇同几十名干部一起离开延安，前往华中。1939年1月下旬，到达河南确山县竹沟镇，组建了中原局领导机关，对外称新四军第四支队第八团“竹沟留守处”。刘少奇主持召开了中原局和鄂豫边区党政军领导会议，指出目前最紧迫的任务是独立自主地发展党领导的抗日武装和根据地。在组织上，中原局撤销了河南、湖北两省委，成立了鄂豫、鄂豫皖、鄂中、鄂西北四个区党委。同时开始建立、恢复和发展县以下党的基层组织，发动武装群众。
- 书记刘少奇
- 委员有刘少奇、朱瑞、朱理治、彭雪枫、郑位三、邓子恢、徐海东、陈少敏、彭康等
- 友军工作部部长项乃光
- 豫西省委
- 鄂豫皖省委
- 豫皖苏省委
- 鄂西北省委（特委）：王翰、张执一、曹荻秋等。
- 鄂豫边区省委（豫南省委、豫鄂边区省委）：书记朱理治，委员陈少敏、李先念、王国华、王盛荣、危拱之、王阑西、郭致中、杨学诚、陶铸。统战部长刘贯一，副部长夏农苔。

1939年1月中旬，根据中原局命令，新四军豫鄂独立游击大队成立，李先念任司令员，全队160余人。随后，李先念率部积极在鄂中地区开展敌后游击战争，发展抗日武装。1939年6月，中原局决定统一整编豫南和鄂中党的武装，成立新四军豫鄂独立游击支队，李先念任司令员，陈少敏任政治委员，下辖5个团。1939年11月，中原局决定撤销鄂豫边、鄂豫皖、鄂中三个区委，成立新的中共鄂豫边区党委。郑位三任书记，李先念为军事部长。同时将边区各地的武装统一整编为新四军豫鄂挺进支队，李先念任司令员。后根据刘少奇建议，改称新四军豫鄂挺进纵队。到1940年底，鄂豫边区面积1万多平方公里，建立了9个县的抗日民主政权，挺进纵队拥有1万余人枪
1939年11月，中原局离开了竹沟迁到皖东指挥新四军第四、第五支队，1940年迁到江苏盐城。1941年5月20日，中原局与东南局合并，组成中共中央华中局。
1939年10月底，刘少奇率领中原局机关和部分干部，离开竹沟镇，东进皖东。途中，刘少奇到豫皖苏边区的涡北新兴集视察工作。1940年2月，豫皖苏边区的新四军游击支队正式改称新四军第六支队，彭雪枫任司令员兼政治委员，辖9个团，共12000余人。
1939年11月底，刘少奇率领中原局机关和一批干部到达皖东定远大桥镇。刘少奇在皖东主持召开三次中原局会议，贯彻“巩固华北，发展华中”的战略方针，严肃批评了在华中地区影响较深的“一切经过统一战线”和“帮助国民党第五路军建立大别山根据地”等口号，指出华中党的工作中存在的主要问题是给国民党“抬轿子”，而不去努力发展自己的力量。刘少奇说: “打鬼子要有枪，有了枪还要有个家，这个家就是根据地，就是抗日民主政权。”针对有些领导干部怕人家说这是招兵买马的思想，刘少奇说:我看能招到兵买到马就不错，革命的兵为什么不招？革命的马为什么不买？1940年3月，定远县成立了抗日民主政府，这是华中敌后建立的第一个抗日民主政权。随后，滁县、凤阳、全椒、和县、嘉山、来安、天长等地也建立了抗日民主政权。新四军第四、五支队也由原来的7000人扩大到1万余人。至1940年6月，皖东抗日根据地人口达到150余万，成为挺进苏北的巩固阵地。
根据中原局指示，黄克诚率领八路军第五纵队从冀鲁豫经皖北南下进入苏北，渡长江北上的陈毅、粟裕指挥新四军7000余人，取得了黄桥决战的胜利。1940年10月，八路军第五纵队等部占领盐城并与新四军陈毅部胜利会师。1940年11月，刘少奇率中原局机关到达盐城，成立华中新四军八路军总指挥部，总指挥叶挺（未到职），副总指挥代理总指挥陈毅，政治委员刘少奇，统一指挥所有陇海线以南之新四军与八路军。在海安召开苏北临时参议会，按照抗日民主政权“三三制”原则，成立苏北行政委员会及县、区抗日政权，组建了地方抗日武装。
1941年1月初发生皖南事变。中共中央于1月下旬发布重建新四军军部的命令，刘少奇兼任新四军政治委员。1941年4月下旬，中共中央决定将中原局和东南局合并，成立华中局。

## 抗战胜利后设立的中原局
1945年8月12日，中共中央决定设立中共鄂豫皖中央局，书记徐向前，副书记郑位三。因徐向前患病未到之前由郑位三代理。9月25日开始执行职务。鄂豫皖中央局委员有：郑位三、李先念、陈少敏、任质斌、王树声、戴季英、刘子久。下辖新四军第五师野战军、鄂东区党委与鄂东军区、江汉区党委与江汉军区。河南区党委与河南军区仍由中央直接领导。10月24日，359旅、八路军河南军区与新四军五师会师。
1945年11月上旬，鄂豫皖中央局改为中原局，郑位三任代理书记，李先念、王首道、陈少敏、王震为常委。任质斌、戴季英、刘子久、王树声为委员。中原军区司令员李先念、政委郑位三、副政委兼政治部主任王首道、副司令员兼参谋长王震，副司令员王树声。嵩岳军区（王戴部）与水西八团合编为第一纵队。五师野战军与八路军南下支队合编为第二纵队。鄂东、河南、江汉3个区党委、军区。
1946年6月中原突围。1946年10月在延安恢复中原局。

## 千里跃进大别山后设立的中原局
1947年6月, 刘邓领导的晋冀鲁豫野战军千里跃进大别山后，重设中原局，邓小平任书记，郑位三、李先念、李雪峰任副书记。
1948年2月，刘邓致电中央，提出要设法解决中原三军（刘邓、陈粟、陈谢）供应困难问题：“如豫皖苏地区（当时是粟裕兼任豫皖苏军区的司令和政委），至今毫无建树，也没有干部，对今后大军供应已无办法。”为此，刘邓向中央建议，调有土改和财经经验的华东局副书记、华东军区副政委邓子恢前来中原：“建议邓子恢同志统一主持中原各区，首先是三部分野战军的财经事宜。”3月23日，中央致电中央工委和中原局，决定“由中原局管辖津浦路东陇海路南包括豫、陕、鄂整个地区，统一该区党政军民一切工作之领导”，同时决定陈毅、邓子恢“加入中原局”。4月27日，中央再致电刘邓，“陈粟二人日内可到阜平和我们会商行动问题，及你们提出的中原组织机构问题。”刘邓随即给中央回电，“中原局辖区甚大，领导力量极嫌薄弱。……亦须统一指挥及供应。因此，建议：（一），以陈毅同志为中原局第一副书记。（二）组织中原军区。”对于陈毅到中原后应任何职，刘邓给出了3个方案，“（一）以陈毅为中原军区副司令员兼中原野战军司令员；（二）陈毅为军区和野战军第二政委；（三）陈毅作军区第二政委兼野战军政委。”刘邓还建议，“不管哪种形式，陈毅同志华野职务不变。”5月5日，刘邓再次致电中央，“中原局面太大，情况复杂，现在中原局的能力实难胜任，因此再做如下建议：（一）请彭真同志任第一书记，陈毅、小平分任第二、第三书记。（二）陈毅兼军区第二司令员兼野战军司令员。（三）粟裕如暂留中原，则兼军区副司令员及野战军副司令员。”
5月9日，中央和中央军委经研究后，由中央军委发出《华北、中原两解放区辖区和人选》通知电，改组中原中央局：

邯郸局（转豫皖苏区党委）、阜平局、中原局、华东局、晋绥分局、西北局、东北局、华东工委、华中工委及各前委：

       为了更加有利于革命战争向南发展和华北解放区集中力量进行生产节约支前起见，中央及军委在与中工委会合后，特决定改变华北和中原解放区的组织及其管辖境地，并决定人选，通知如下：

      （一）晋冀鲁豫及晋察冀两解放区合并为华北解放区。原隶属晋冀鲁豫解放区之豫皖苏解放区改隶于中原解放区。原属太岳区沿同蒲路自赵城、洪洞（均含）以南直至蒲州以及路西各县，均划归晋绥解放区管辖；原属晋绥之太原附近各县，则划归华北解放区管辖。华北与晋绥两解放区关于上述各县的划分及移交的日期，应自行商定，报告中央核准。

       （二）晋冀鲁豫及晋察冀两中央局合并为华北中央局，以刘少奇兼华北中央局第一书记，薄一波为第二书记，聂荣臻为第三书记，以刘、薄、聂及董必武、彭真、叶剑英、徐向前、滕代远、罗瑞卿、刘澜涛、赵振声、王从吾、萧克、黄敬、杨立三、赵尔陆、杨秀林〔1〕十七同志为委员，刘、薄、聂及董必武、彭真、滕代远、刘澜涛、黄敬八同志为常委。

      （三）晋冀鲁豫及晋察冀两军区合并为华北军区，以聂荣臻为司令员，薄一波为政委，徐向前为第一副司令员，滕代远为第二副司令员，萧克为第三副司令员，赵尔陆为参谋长，罗瑞卿为政治部主任，蔡树藩为副主任；以徐向前兼华北野战军第一兵团司令员及政委，调王建安为副司令员兼副政委；以杨得志为华北野战军第二兵团司令员，罗瑞卿兼第一政委，杨成武为第二政委。

      （四）晋冀鲁豫及晋察冀两边区政府在华北人民代表会议未召开前，暂成立华北联合行政委员会，以董必武为主席，黄敬、杨秀林为副主席，宋劭文为秘书长。

      （五）华北局成立后，中央委托华北局办理大党校，大军校、大党报及华北大学（统一北方联合两大学），并以刘澜涛为党校校长；叶剑英兼军校校长及政委，萧克兼副校长，朱良才为副政委兼政治部主任；磐石为华北日报社长；范文澜为华北大学校长。

        （六）除华中解放区现辖境地外，凡陇海以南长江以北直至川陕边区均属中原解放区。中原中央局以邓小平为第一书记，陈毅为第二书记，邓子恢为第三书记，以刘伯承、邓小平、陈毅、邓子恢、李先念、宋任穷、粟裕、李雪峰、陈赓，张际春、谢富治、刘子久十二同志为委员。在中原局下，成立豫皖苏分局，以宋任穷为分局书记。

       （七）刘伯承为中原军区及中原野战军司令员，邓小平为政委，陈毅为军区及野战军第一副司令员，李先念为军区及野战军第二副司令员。陈毅仍兼华东野战军司令员及政委，粟裕为副司令员，宋任穷为副政委。苏北兵团仍属行东军区建制，但在作战上受华东野战军指挥。

（八）中央己与中工委会合，中央工委即行撤消。

　　

                                                                     中央军委

　　                                                                    辰佳

6月26日，中央再致电中原局，指示“中原局应以刘伯承、邓小平、陈毅、邓子恢、张际春、李雪峰六人组成常委。”，并同意邓子恢任中原军区第一副政委，张际春任第二副政委。

中原局通知

                                       （一九四八年七月二日）

        中央及军委指定和批准中原局、中原军区组织及各军（区）如下：

        第一，以刘伯承、邓小平、陈毅、邓子恢、粟裕、张际春、李雪峰、李先念、宋任穷、刘子久、陈赓、谢富治十二人为中央局委员，邓小平为第一书记，陈毅为第二书记，邓子恢为第三书记，并指定刘伯承、邓小平、陈毅、邓子恢、李雪峰、张际春六人为常委。

       第二，以刘伯承为中原军区司令员兼中原野战军司令员，陈毅为第一副司令员，李先念为第二副司令员，邓小平为政委，邓子恢为第一副政委，张际春这第二副政委并兼政治部主任，并以刘、陈、邓、张四人组成军事指导小组，陈毅为组长。

       第三，陈毅仍兼华东野战军司令员兼政委，粟裕仍作副司令员，陈离职期所兼军政职务由粟裕代理，宋任穷任华野第二副政委。

       第四，中原局成立办公厅，以邓子恢为主任，李雪峰为副主任，李雪峰兼组织部长，邓子恢为宣传部长，陈克寒为副部长。

       第五，中原局设立财经委员会，以邓小平、陈毅、邓子恢、刘瑞龙、李一清、刘岱峰、范醒之七人为委员，邓子恢为书记，并设立财经办事处，邓子恢兼主任，刘岱峰、范醒之为副主任。

       第六，组织豫皖苏中央分局及军区，以宋任穷、吴芝圃、粟裕、张国华、刘瑞龙、杨一辰六人为委员，宋任穷为书记，吴芝圃为副书记，粟裕兼军区司令员，张国华为副司令员，宋兼军区政委，吴兼副政委。

1948年7月25日中原局书记邓小平赴中央开会，陈毅以副书记身份在河南宝丰县主持中原局工作。邓小平直到10月11日才返部。
中原局城工部，孔祥祯任部长，何英才、蔡书彬任副部长。1948年，撤销中原局城工部，城市工作归组织部，孔祥祯改任组织部副部长，仍分管城市工作。
1948年秋，中原局社会部在河南禹县正式成立。华北局社会部副部长兼华北军区保卫部长卜盛光率领从华北局社会部和华北军区保卫部抽调的干部、警卫勤杂人员和从南下工作团、中原大学挑选的一些干部和学员组成。卜盛光任部长，徐启文任副部长。
1949年5月华中局成立，中原局撤销。